# Leptopterigynandrum stricticaule
Leptopterigynandrum stricticaule är en bladmossart som beskrevs av Brotherus 1924. Leptopterigynandrum stricticaule ingår i släktet Leptopterigynandrum och familjen Thuidiaceae. Inga underarter finns listade i Catalogue of Life.